# Holland Animation Film Festival
Het Holland Animation Film Festival (HAFF) was een internationaal filmfestival in Utrecht.
De eerste editie vond plaats in het pinksterweekend van 1985 op initiatief van Gerrit van Dijk. Aanvankelijk tweejaarlijks, vanaf 2009 werd het een jaarlijks festival. Naast de vertoning van animatiefilms en geanimeerde videoclips, studentenfilms en commercials vinden er ook competities, lezingen, workshops en een KunstStripBeurs plaats.
Het festivallogo, een wandelende camera met Mickey Mouseoren, is ontworpen door Joost Swarte.
In 2018 ontstonden er onderlinge conflicten en stapte directeur Gerben Schermer op, zodoende werd ook de editie van 2018 afgelast.
In 2019 ging het HAFF samen met KLIK! Amsterdam Animation Festival verder onder de naam Kaboom Animation Filmfestival. Het festival vond vervolgens in zowel Utrecht als Amsterdam plaats.